# 拉多米尔·普特尼克

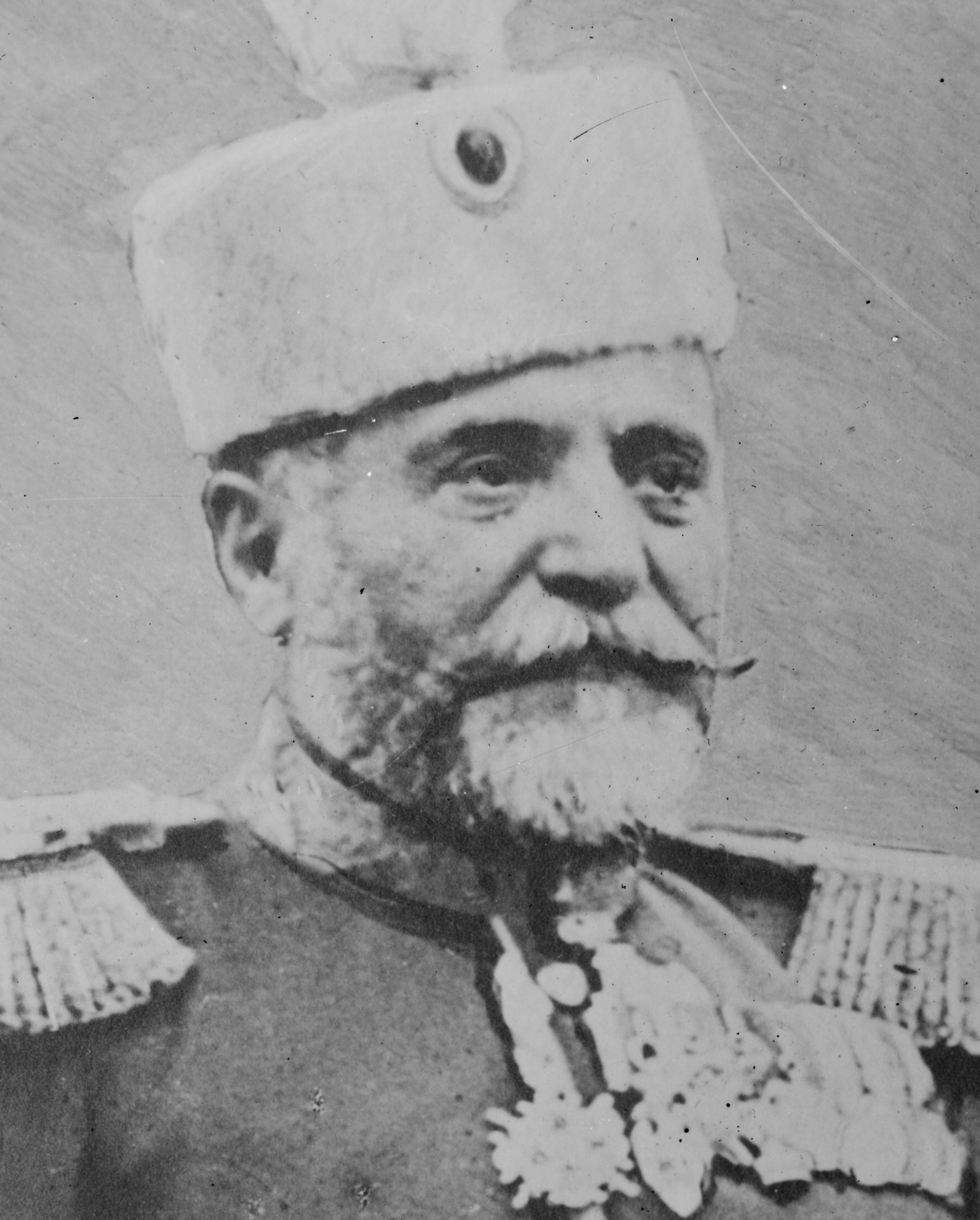
拉多米尔·普特尼克

拉多米尔·普特尼克（Radomir Putnik，1847年1月24日在塞尔维亚克拉古耶瓦茨出生，1917年5月17日在法国尼斯逝世）是塞尔维亚著名将领、元帅。他参加了从1876年到1917年塞尔维亚的所有战事，并在巴尔干战争和一战时期担任塞尔维亚军队总参谋长。

## 生平
普特尼克的家庭在十九世纪中叶返回独立后的塞尔维亚，他在克拉古耶瓦茨上完小学后进入贝尔格莱德的军校。1863年毕业时他在班里排名第八。1879年普特尼克与柳比察·伯约维奇（Ljubica Bojović）结婚，共育有七个子女。同龄人对他的印象是：沉默内向，并且是个烟鬼。但同时，他在军事知识方面同样过硬。在1876年和1877年对土耳其的作战中，普特尼克表现出色。但同时，由于顶撞上级，他多次被责骂甚至被关禁闭。
普特尼克在1886年至1895年是軍事學院的教授。